# Gorzki romans
Gorzki romans (org. Жестокий романс) – melodramat radziecki z 1984 roku w reż. Eldara Riazanowa, na motywach dramatu Aleksandra Ostrowskiego. 

## Opis fabuły
Akcja filmu rozgrywa się u schyłku XIX w. w miasteczku Brachimowo, na brzegu Wołgi. Mieszka w nim Charita Ogudałowa, wdowa z trzema córkami. Prowadzi otwarty dom, mając nadzieję, że pojawią się w nim młodzi mężczyźni, którzy zechcą ożenić się z ubogimi szlachciankami. Dwie starsze córki udało się jej wydać za mąż, pozostała najmłodsza Larysa. Ta kocha się z wzajemnością w bogatym baronie Siergieju Paratowie, który jednak opuszcza miasteczko bez słowa wyjaśnienia. Po wyjeździe Paratowa dziewczyną interesuje się bogaty kupiec Knurow, ale ten jest już żonaty. Charita nie traktuje go jak przyszłego zięcia, ale chętnie przyjmuje podarki, które przywozi dla jej córki. O rękę Larysy stara się też młody kupiec Wożebatow i ubogi urzędnik Julij Karandyszew. Ostatecznie zmęczona oczekiwaniem na właściwą partię Larysa decyduje się poślubić Karandyszewa. 
W trakcie przygotowań do ślubu do miasteczka powraca Paratow. Zaprasza Larysę na bankiet na pokładzie parowca "Jaskółka" z cygańską orkiestrą i szampanem. Larysa oddaje się Paratowowi, a ten następnego dnia oświadcza, że nie może się z nią ożenić, gdyż jest już zaręczony. W nocy, na łódce do statku dopływa Karandyszew, który dowiaduje się, że stał się pośmiewiskiem dla Paratowa i z pistoletu zabija Larysę.
Rosyjskie romanse Belly Achmaduliny w filmie wykonuje Walentina Ponomariowa.

## Role
- Alisa Frejndlich jako Charita Ignatjewna Ogudałowa
- Łarisa Guziejewa jako Larysa Dmitrijewna Ogudałowa
- Nikita Michałkow jako Siergiej Siergiejewicz Paratow
- Andriej Miagkow jako urzędnik pocztowy Julij Kapitonowicz Karandyszew
- Aleksiej Pietrienko jako kupiec Mokij Parmionowicz Knurow
- Wiktor Proskurin jako kupiec Wasilij Daniłowicz Wożewatow
- Gieorgij Burkow jako Robinson
- Tatjana Pankowa jako Jefrosinja Potapowna
- Aleksandr Piatkow jako Gawriło, właściciel kawiarni
- Jurij Sarancew jako Michin, kapitan statku "Jaskółka"
- Dmitrij Buzylow jako Cygan Ilja
- Aleksandr Pankratow-Czorny jako Iwan Siemionowski
- Borisław Brondukow jako służący Iwan
- Jewgienij Cymbał jako marynarz Jegor
- Olga Wołkowa jako modystka